# Kisspórás tölcsérgomba
A kisspórás tölcsérgomba (Clitocybe ditopa) a pereszkefélék családjába tartozó, Európában és Észak-Amerikában honos, inkább fenyvesekben élő, nem ehető gombafaj.

## Megjelenése
A kisspórás tölcsérgomba kalapja 2-5 (8) cm széles, alakja fiatalon domború, később bemélyedő. Széle sokáig begöngyölt, nem bordázott (idősen nagyon finoman, áttetszően bordázott lehet). Színe sötétszürke, szürkésbarna, világosszürkésen deres lehet. Száraz időben egészen fehéresre kifakul (higrofán).
Húsa vékony, színe szürkésbarna, halványbarna, esetleg olív árnyalattal. Szaga és íze kellemetlen dohos-lisztes.
Viszonylag sűrű lemezei lefutók, sok a féllemez. Színük szürke, sötétszürke, idősen szürkésbarna.
Tönkje 2-3 (4) cm magas és 0,4-0,7 cm vastag. Alakja hengeres vagy kissé lapított; töve némileg megvastagodott és fehér micélium kapcsolódik hozzá. Idősen üregesedik. Színe sötétszürke, szürkésbarna vagy olívszürke, halványszürkén deres; megszáradva fehéres. Közepén sötétebb. 
Spórapora fehér. Spórája majdnem kerek vagy széles ellipszis alakú, mérete 3-4,7 x 2,6-3,4 µm.

### Hasonló fajok
A komposzttölcsérgomba, a szürkéslemezű tölcsérgomba, a lisztszagú tölcsérgomba, a vörösödő tölcsérgomba, a hússzínű tölcsérgomba hasonlíthat hozzá.

## Elterjedése és termőhelye
Európában és Észak-Amerikában honos. 
Erdőkben, inkább fenyvesekben él, az avar szerves anyagait bontja. Ősztől a tél elejéig terem. 
Nem ehető, rokonai között mérgezők is vannak.    

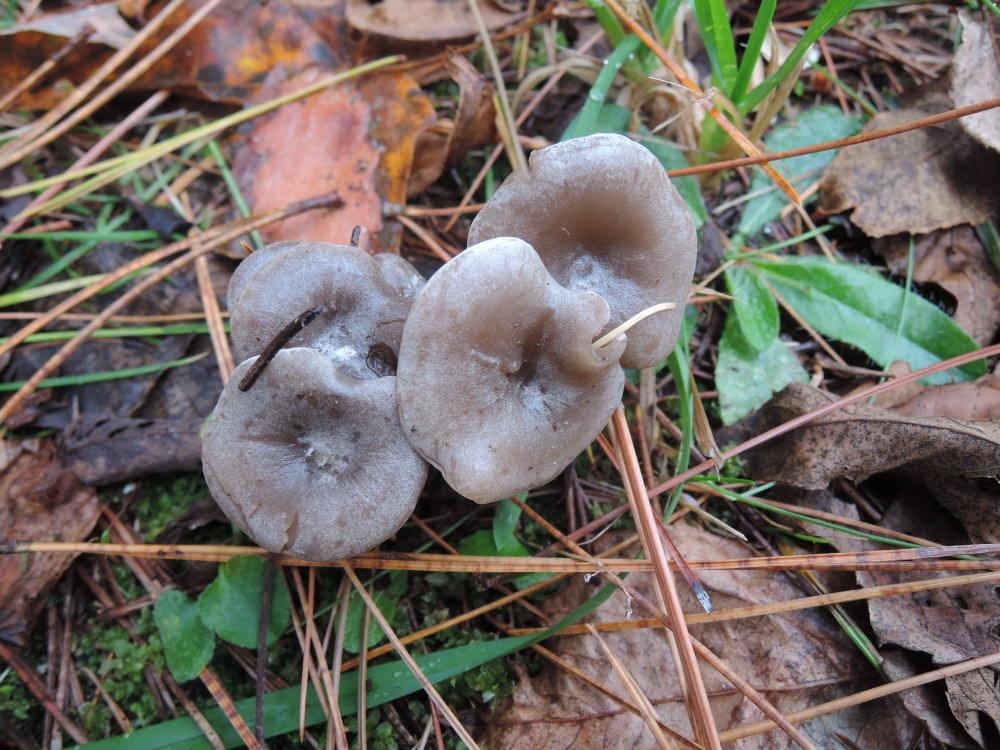
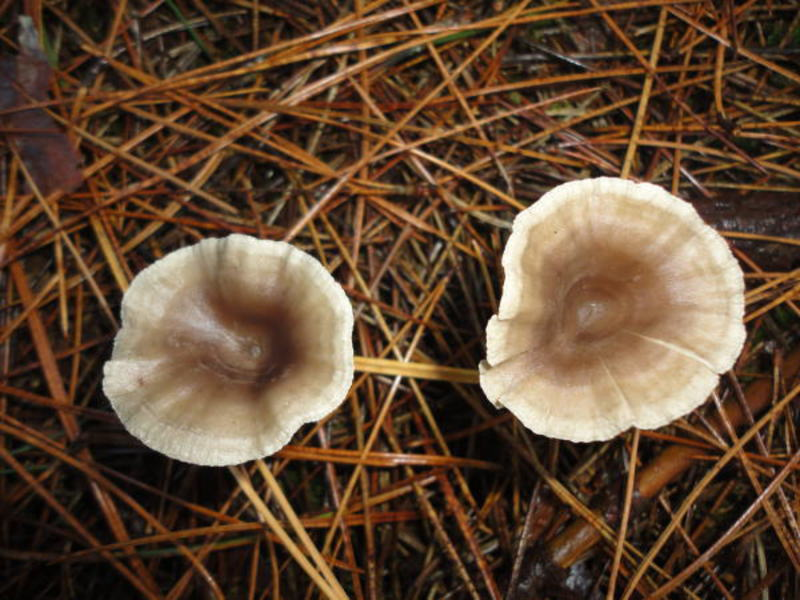
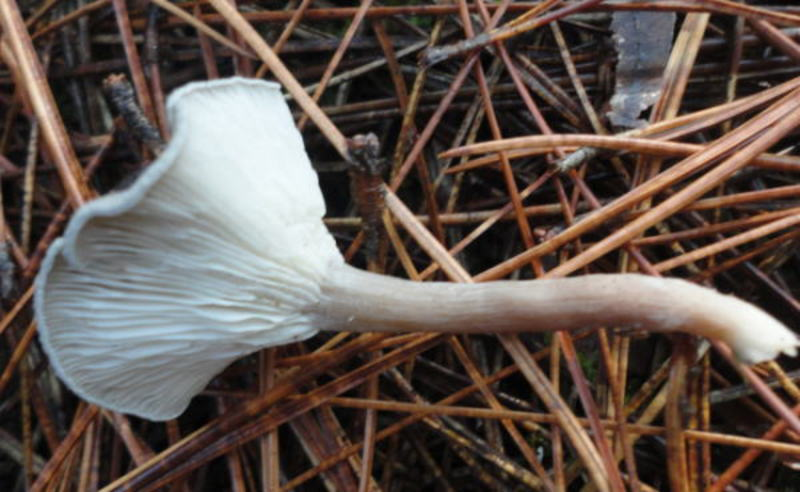
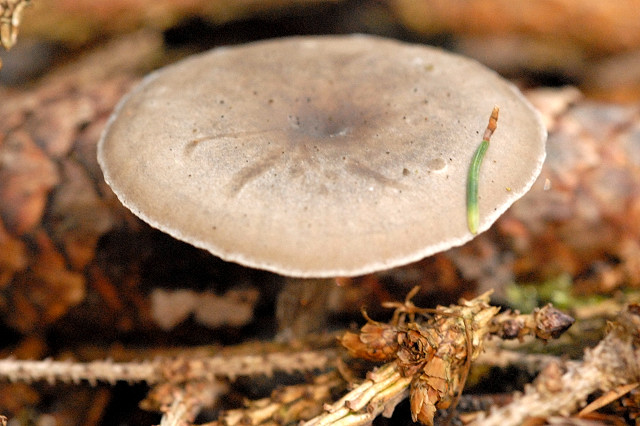
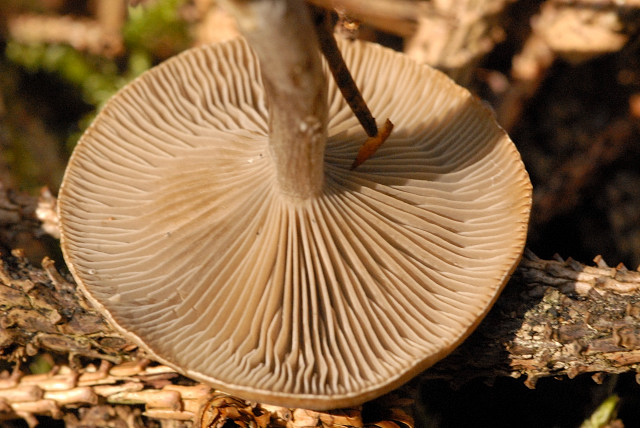